# Ludwig Julius Caspar Mende
Ludwig Julius Caspar Mende (Greifswald, 14 settembre 1779 – Gottinga, 23 aprile 1832) è stato un ginecologo tedesco.

## Biografia
Dopo la laurea presso l'Università di Gottinga (1801), iniziò a lavorare come docente presso l'Università di Greifswald. Nel 1814 divenne professore associato presso Greifswald, seguito da una cattedra universitaria nel corso dell'anno successivo. Nel 1823 fu nominato professore di medicina legale e ostetricia a Gottinga, dove fino alla sua morte nel 1832, fu direttore del reparto di ostetricia e ginecologia.
A Gottinga, fu coinvolto nella ricerca scientifica delle malattie ginecologiche: retroflessione uterina, prolasso genitale, cancro cervicale ed emorragia postpartum.

## Opere principali
- Beobachtungen und Bemerkungen aus der Geburtshülfe und gerichtlichen Medicin, three volumes (1824 - 1826).
- Zeitschrift für gerichtliche Medicin, due volumi (1827 - 1830).